# Malcolm Fraser
John Malcolm Fraser (n. 21 de maig de 1930) és un polític australià del Partit Liberal que va ser 22è primer ministre d'Austràlia.
Va arribar al poder en 1975 en les eleccions arran de la destitució del govern laborista de Gough Whitlam, en la qual que va exercir un paper clau. Després de tres victòries electorals, va ser derrotat per Bob Hawke en l'elecció de 1983, i va acabar la seva carrera allunyat del seu propi partit.